# Obština Tutrakan
Obština Tutrakan (bulharsky Община Тутракан) je bulharská jednotka územní samosprávy v Silisterské oblasti. Leží ve východním Bulharsku v Dolnodunajské nížině, podél Dunaje u hranic s Rumunskem. Sídlem obštiny je město Tutrakan, kromě něj zahrnuje obština 14 vesnic. Žije zde přibližně 15 tisíc stálých obyvatel.

## Sídla
| - Antimovo - Belica - Brenica - Car Samuil - Carev Dol | - Dunavec - Nova Černa - Požarevo - Preslavci - Sjanovo | - Staro Selo - Šumenci - Tărnovci - Tutrakan (sídlo správy) - Varnenci |

## Sousední obštiny
| Růžice kompasu |            |                  |           | Růžice kompasu |
| Růžice kompasu | Slivo Pole | Sever            | Glavinica | Růžice kompasu |
| Růžice kompasu | Slivo Pole | Obština Tutrakan | Glavinica | Růžice kompasu |
| Růžice kompasu | Slivo Pole | Jih              | Glavinica | Růžice kompasu |
| Růžice kompasu | Kubrat     | Zavet            |           | Růžice kompasu |

## Obyvatelstvo
K 15. prosinci 2024 v obštině žilo 14 968 obyvatel a bylo zde trvale hlášeno 16 505 obyvatel. Podle sčítání 7. září 2021 bylo národnostní složení následující:
- Bulhaři: 7 800 (67.9 %)
- Turci: 3 209 (27.9 %)
- Romové: 398 (3.5 %)
- ostatní[p 4]: 80 (0.7 %)

V období 2011 až 2021 v obštině ubylo 2 201 obyvatel.